# Kathrin Spielvogel
Kathrin Spielvogel (* 16. Februar 1974 in Rostock) ist eine deutsche Schauspielerin und Referentin.

## Leben und Karriere
Die gebürtige Mecklenburgerin Kathrin Spielvogel erlangte 1993 in Hamburg die Hochschulreife. In den Jahren 1994 bis 1998 erfolgte ihre Schauspielausbildung an der staatlichen Bayerischen Theaterakademie August Everding in München. Bereits während ihrer Schauspielausbildung gab sie 1995 ihr Debüt vor der Kamera in Palumbina – Eine Trivialromanze.
Einem breiten Publikum bekannt wurde Kathrin Spielvogel in ihrer Rolle als Birgit Meyerbeer in der zwischen 2001 und 2005 im ZDF ausgestrahlten Serie Samt und Seide, in der sie in einer tragenden Rolle zu sehen war. Die Schauspielerin wirkt überwiegend in Fernsehfilmen und Fernsehserien mit.
Im März 2006 wurde bei Kathrin Spielvogel Brustkrebs diagnostiziert, von dem sie mittlerweile nach Chemotherapie und Operation geheilt ist. Auf Grund dieser Erkrankung entstand das Video-Krebstagebuch Ich will ja leben, oder?, das im Bereich Dokumentarfilm 2010 für den Grimme-Preis nominiert wurde.
Seit 2011 hält Spielvogel Vorträge und Seminare für Ärzte und Patienten, in denen es um Kommunikationsfragen und den Umgang mit Krebs geht.
Kathrin Spielvogel spricht Englisch, Französisch und Russisch und ist als Sängerin im Bereich Jazz und Chanson angesiedelt. 

### Privates
In ihrer Freizeit beschäftigt sich die gebürtige Rostockerin mit Aikidō, Tanz und Tauchen.

## Filmografie
- 1995: Palumbina – Eine Trivialromanze
- 2000: Auf die Frauen, die Kunst und das, was wir lieben!
- 2001–2005: Samt und Seide (TV-Serie)
- 2002–2003: Forsthaus Falkenau (TV-Serie)
- 2003: Traumprinz in Farbe
- 2004: Muxmäuschenstill
- 2005: Jetzt erst recht! (Fernsehserie)
- 2005: Der Bernsteinfischer
- 2005: Ein Luftikus zum Verlieben
- 2005: Inga Lindström: Entscheidung am Fluss
- 2006: M.E.T.R.O. – Ein Team auf Leben und Tod
- 2006: Inga Lindström: Wolken über Sommarholm
- 2007: Die Rettungsflieger
- 2008: Die Anwälte
- 2009: Die Rosenheim-Cops
- 2009: Notruf Hafenkante – Pleitegeier
- 2009: Küstenwache
- 2011: Inga Lindström: Frederiks Schuld
- 2012: Balthasar Berg – Sylt sehen und sterben
- 2013: Der Landarzt
- 2016: Morden im Norden

## Synchronarbeit
Spielvogel ist auch als Synchronsprecherin tätig. In den Star-Wars-MMORPG The Old Republic leiht sie der weiblichen Jedi-Botschafterin ihre Stimme und ist somit eine der möglichen Stimmen der Spieler. Zudem sprach sie die Rolle der Killerin Jack in Mass Effect 2 und Mass Effect 3.

### Computerspiele
- 2010: Jack in Mass Effect 2
- 2018: Anu Singh in Leisure Suit Larry: Wet Dreams Don’t Dry